# Le Huitième Jour
Le Huitième Jour is een Belgische tragikomische film uit 1996, geregisseerd door Jaco Van Dormael.

## Verhaal
De film van Jaco Dormael gaat over een ongewone vriendschap tussen Harry en Georges. Harry is een drukke zakenman, die problemen heeft met zijn vrouw en kinderen. Georges heeft het syndroom van Down.
Hij ontsnapt uit zijn tehuis en gaat op zoek naar zijn moeder. Toevallig loopt hij Harry tegen het lijf. Eerst moet Harry niks van hem weten, maar daarna helpt hij hem zoeken naar zijn moeder. Uiteindelijk blijkt dat Georges' moeder gestorven is; Georges weet dit al, maar ziet het niet in. Harry ontdekt dat hij nog veel kan leren van 'son copain Georges'.

## Prijzen
In 1996 gaf de jury van het Filmfestival van Cannes de (gedeelde) prijs voor de beste acteur aan Pascal Duquenne (Georges) en Daniel Auteuil (Harry). Datzelfde jaar werd ook bekroond tot beste op het festival. De film werd ook genomineerd voor een Golden Globe.

## Rolverdeling
| Acteur               | Personage          |
| -------------------- | ------------------ |
| Daniel Auteuil       | Harry              |
| Pascal Duquenne      | Georges            |
| Miou-Miou            | Julie              |
| Henri Garcin         | Bankdirecteur      |
| Isabelle Sadoyan     | Moeder van Georges |
| Michele Maes         | Nathalie           |
| Fabienne Loriaux     | Fabienne           |
| Hélène Roussel       | Moeder van Julie   |
| Alice van Dormael    | Alice              |
| Juliette Van Dormael | Juliette           |
| Didier De Neck       | Man van Fabienne   |
| Sabrina Leurquin     | Serveerster        |
| Laszlo Harmati       | Luis Mariano       |

## De achtste dag
Aan het begin van de film schetst Georges zijn schepping van 'alles'. Hij vertelt: eerst was er niks (ruis op het beeld) enkel muziek (Georges' favoriete zanger Luis Mariano zingt 'Mexico'). 
- De eerste dag schiep Hij de zon (die prikt in je ogen) en de aarde (hij zit op zijn schommel).
- De tweede dag is de zee aan de beurt (dat maakt de voeten nat) en de wind (die kriebelt).
- Derde dag: Georges' platen (My name is John, the table is yellow).
- Vierde dag: de televisie.
- Vijfde dag: het gras (wanneer men het maait, weent het. Men moet het troosten met zachte woordjes) (wanneer men een boom aanraakt, wordt men een boom - wanneer men zijn ogen sluit wordt men een mier).
- Zesde dag: hij schiep de mensen (die zijn er in alle kleuren).
- En de zevende dag rustte hij uit.

Hierna begint de film...
Op het einde van de film vertelt Harry zijn versie van de schepping: de vijfde dag schiep hij vliegtuigen (waar je naar kan kijken als je er niet in zit) en de zevende dag schiep hij wolken, om op uit te rusten...
De achtste dag schiep hij Georges en hij zag dat het goed was...